# 菠萝山 (南京)
菠萝山，古名缽山，又称盋山，位于南京清凉门内，蛇山之西，因形似而得名，近人将其谐音为现名。海拔45.4米，面积约6.72万平方米。现大部分位于南京市第二十九中学四中校区（原南京市第四中学）校园内。
山顶曾建余霞阁，梅曾亮记载于《盋山余霞阁记》中。方苞著有《盋山记》。顾云著有《盋山志》，记载了涉及盔山的人物和事件。

## 延伸阅读
[在维基数据编辑]
 《盋山志·卷一·形胜》，出自顧雲《盋山志》